# Atari Joystick Controller TV Video Game System

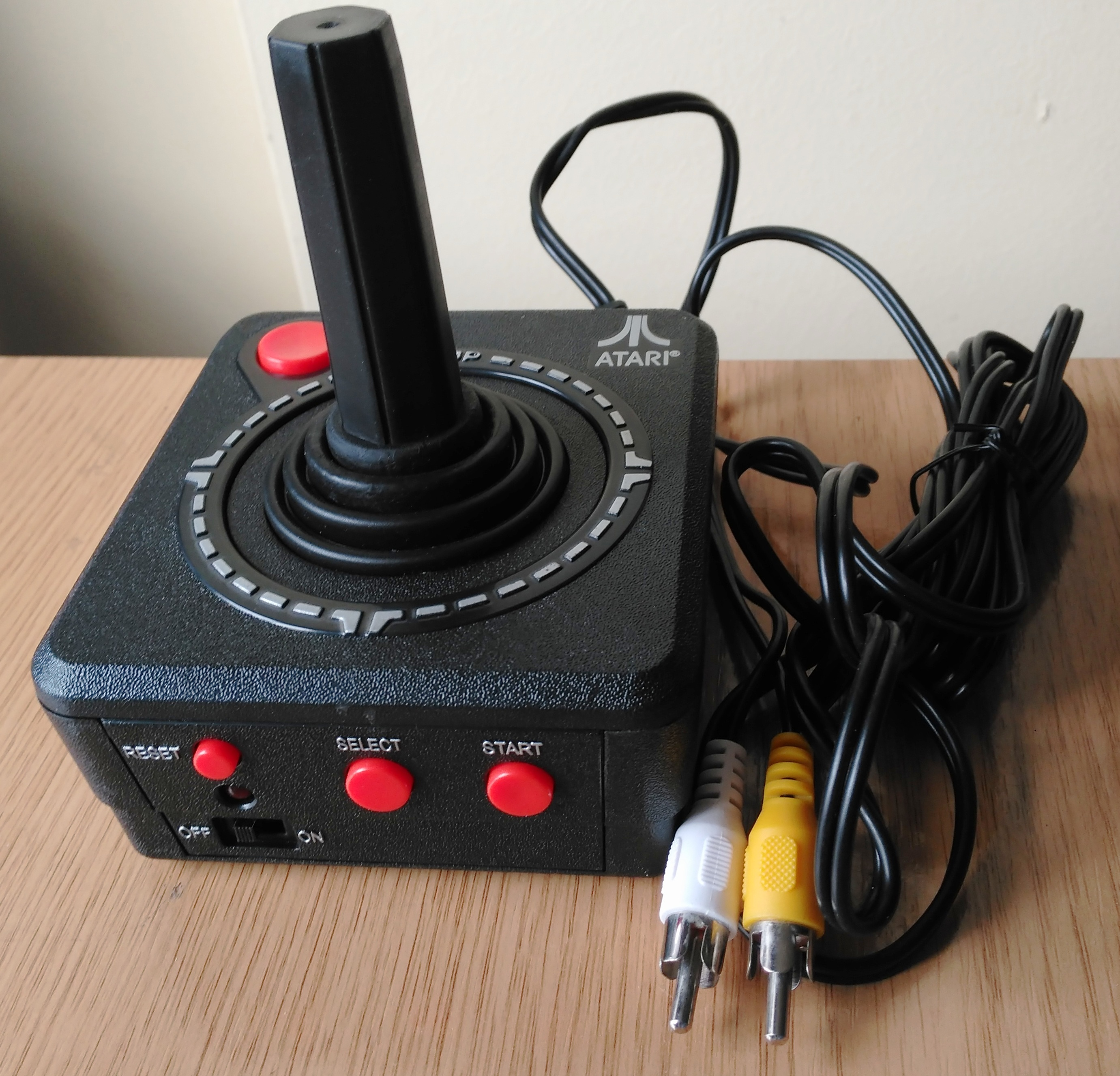

L'Atari Joystick Controller TV Video Game System est une console de jeu vidéo dédiée commercialisée en 2003 dans la gamme de systèmes de jeux prêts à l'emploi Plug It In & Play TV Games de Jakks Pacific. L'appareil lui-même est conçu pour ressembler au joystick de l'Atari 2600.

## Liste des jeux
- Adventure
- Asteroids
- Breakout
- Centipede
- Circus Atari
- Gravitar
- Missile Command
- Pong
- Volleyball
- Yars' Revenge

## Version Basic Fun
En 2017, Basic Fun a publié une version de cette console, appelée Atari 2600 Plug & Play Joystick, avec les mêmes jeux, à l'exception de Circus Atari, Pong et Yars' Revenge, remplacés par Canyon Bomber, Crystal Castles et Warlords, .